# Le Faget
Le Faget is een gemeente in het Franse departement Haute-Garonne (regio Occitanie) en telt 342 inwoners (2005). De plaats maakt deel uit van het arrondissement Toulouse.

## Geografie
De oppervlakte van Le Faget bedraagt 11,3 km², de bevolkingsdichtheid is 30,3 inwoners per km².
De onderstaande kaart toont de ligging van Le Faget met de belangrijkste infrastructuur en aangrenzende gemeenten.

## Demografie
Onderstaande figuur toont het verloop van het inwonertal (bron: INSEE-tellingen).